# ثرثارة الشجر

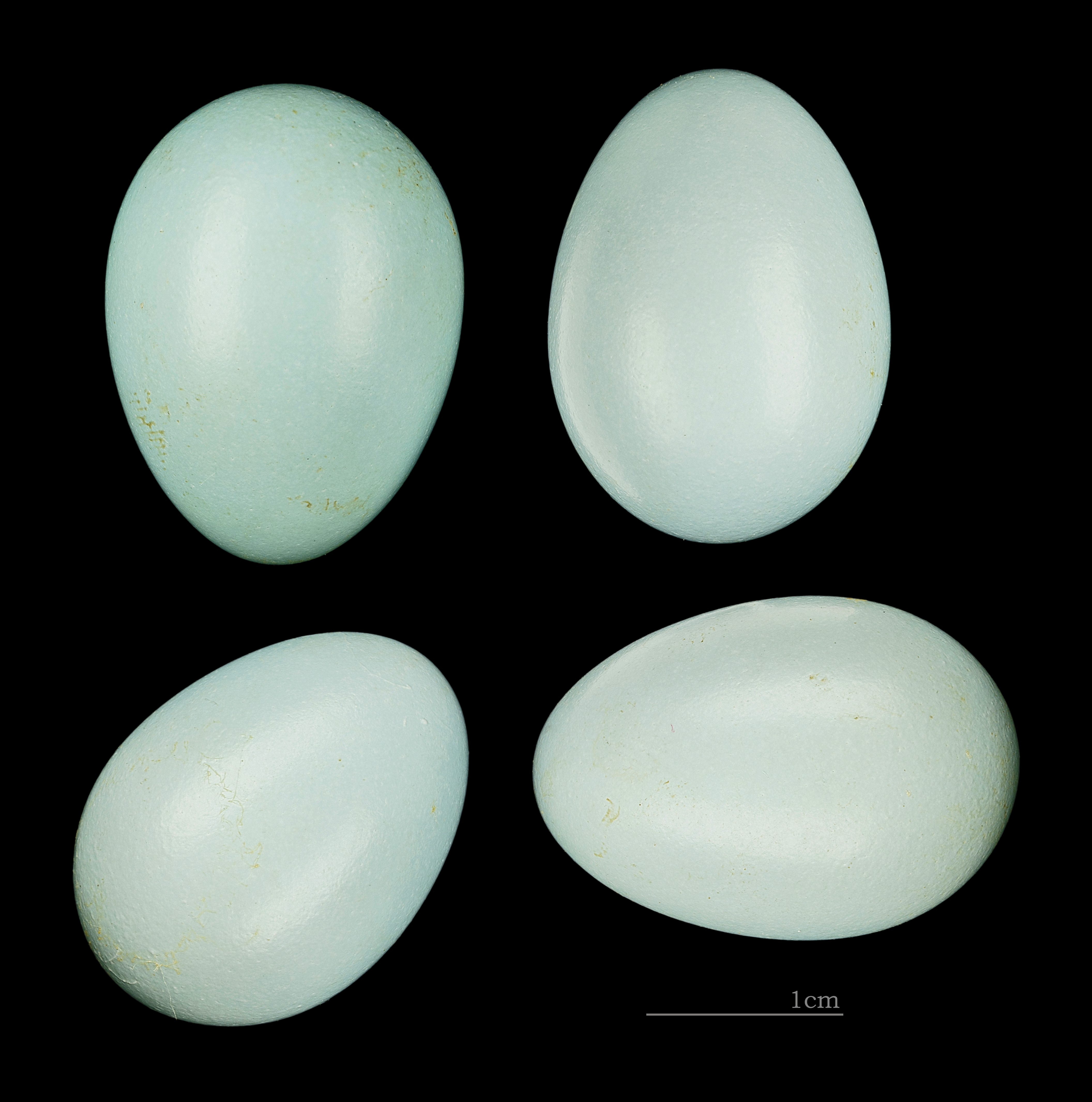
Turdoides fulva fulva

ثرثارة الشجر (الاسم العلمي: Turdoides fulvus) (بالإنجليزية: Fulvous Babbler)‏، هو طائر ينتمي إلى ثرثارة العالم القديم (فصيلة: Timaliidae).